# Emma Yefimova
Emma Korneyeva Yefimova (en russe : Эмма Корнеевна Ефимова, née le 28 septembre 1931 à Moscou et morte le 12 juillet 2004, est une escrimeuse soviétique pratiquant le fleuret.
Elle remporte dans les années 1950 et 1960 deux titres mondiaux par équipes et un titre mondial individuel.

## Palmarès
- Championnats du monde
  -  Médaille d'or en individuel aux championnats du monde 1959 à Budapest
  -  Médaille d'or par équipes aux championnats du monde 1956 à Londres
  -  Médaille d'or par équipes aux championnats du monde 1958 à Philadelphie
  -  Médaille d'argent en individuel aux championnats du monde 1958 à Philadelphie
  -  Médaille d'argent par équipes aux championnats du monde 1959 à Budapest